# كيرستين طومسون
كيرستين طومسون (بالإنجليزية: Kerstin Thompson)‏ وهي مهندسة معمارية أسترالية، ولدت في ملبورن في عام 1965. وهي مديرة كيرستين تومبسون آركيتكتس (KTA) وهي شركة للهندسة المعمارية مقرها ملبورن وأعمال التصميم الطبيعي والتصميم الحضري في أستراليا ونيوزيلندا. تعمل كيرستين أستاذة في مجال التصميم في كلية الهندسة المعمارية في جامعة فيكتوريا (ويلينغتون) بنيوزيلندا، وأستاذة مساعدة في المعهد الملكي للتكنولوجيا في ملبورن RMIT وجامعة موناش.

## عملها
حصلت طومسون على درجة البكالوريوس في الهندسة المعمارية في المعهد الملكي للتكنولوجيا في ملبورن RMIT في عام 1989. وخلال دراستها الجامعية، عملت في استوديو ماتيو ثون (1987) ومقره ميلانو. ومن 1990 إلى 1994 كانت محاضرة في التصميم المعماري في المعهد الملكي للتكنولوجيا في ملبورن RMIT وأكملت الماجستير في الهندسة المعمارية هناك في عام 1998.
منذ عام 1994 قامت بإدارة شركتها المعمارية الخاصة، كيرستين تومبسون آركيتكتس (KTA). وفازت بعدد من الجوائز وفي عام 2012 ، فازت بجائزة "House for New House" وهي واحدة من أوائل النساء اللواتي فازن بهذه الجائزة.
كانت طومسون عضوة في اللجنة الاستشارية للحملة الفيدرالية (BEIIC) التابعة للحكومة الفيدرالية. وكانت مديرة الإبداع في المؤتمر الوطني لعام 2005 (RAIA) وأحد المديرين المبدعين في معرض بينالي البندقية 2008 في أستراليا.
وهي عضوة في فريق مراجعة التصميم الفيكتوري (VDRP) في مكتب المهندس المعماري للحكومة الفيكتورية.

## مشاريع بارزة
- منزل في بحيرة، ليوبولد، أستراليا ، 1999-2003.[9]
- نابير - شارع الإسكان، فيتزوري، أستراليا، 2001.[10]
- مركز الزوار في الحدائق النباتية الملكية، كرانبورن، أستراليا ، 2007.[11]
- منزل ايفانهوي، ملبورن أستراليا 2008.[12]
- متحف جامعة موناش للفنون، ملبورن، أستراليا ، 2010.[13]
- منزل في بيج هيل، فيكتوريا، أستراليا ، 2011.[14]
- منزل في هانجج روك، فيكتوريا، أستراليا ، 2013.

## وصلات خارجية
- الموقع الرسمي
- Full list of publications and projects by Kerstin Thompson, Victoria University of Wellington